# غريغ واتسون (لاعب كرة قدم)
غريغ واتسون (بالإنجليزية: Gregg Watson)‏ هو لاعب كرة قدم بريطاني، ولد في 21 سبتمبر 1970 في غلاسكو في المملكة المتحدة. لعب مع نادي أبردين ونادي بارتيك ثيسل ونادي ستنهاوسموير.